# Аграрный университет Гаваны
Аграрный университет Гаваны (исп. Universidad Agraria de La Habana "Fructuoso Rodríguez Pérez") — один из ведущих вузов Кубы. Расположен в провинции Гавана.

## История
Высшее учебное заведение было создано 7 сентября 1976 года под наименованием Гаванский высший институт сельского хозяйства и животноводства (Instituto Superior de Ciencias Agropecuarias de La Havana) и передано в ведение министерства высшего образования страны. В состав института передали ранее созданные Национальный центр ветеринарии (Centro Nacional de Sanidad Animal, CENSA) и институт животноводства (Instituto de Ciencia Animal, ICA).

## Современное состояние
В структуре университета насчитывается шесть факультетов:
- Аграрный;
- Агротехнический;
- Экономический;
- Гуманитарных и общественных наук;
- Физического воспитания;
- Ветеринарный.